# لونا ۴

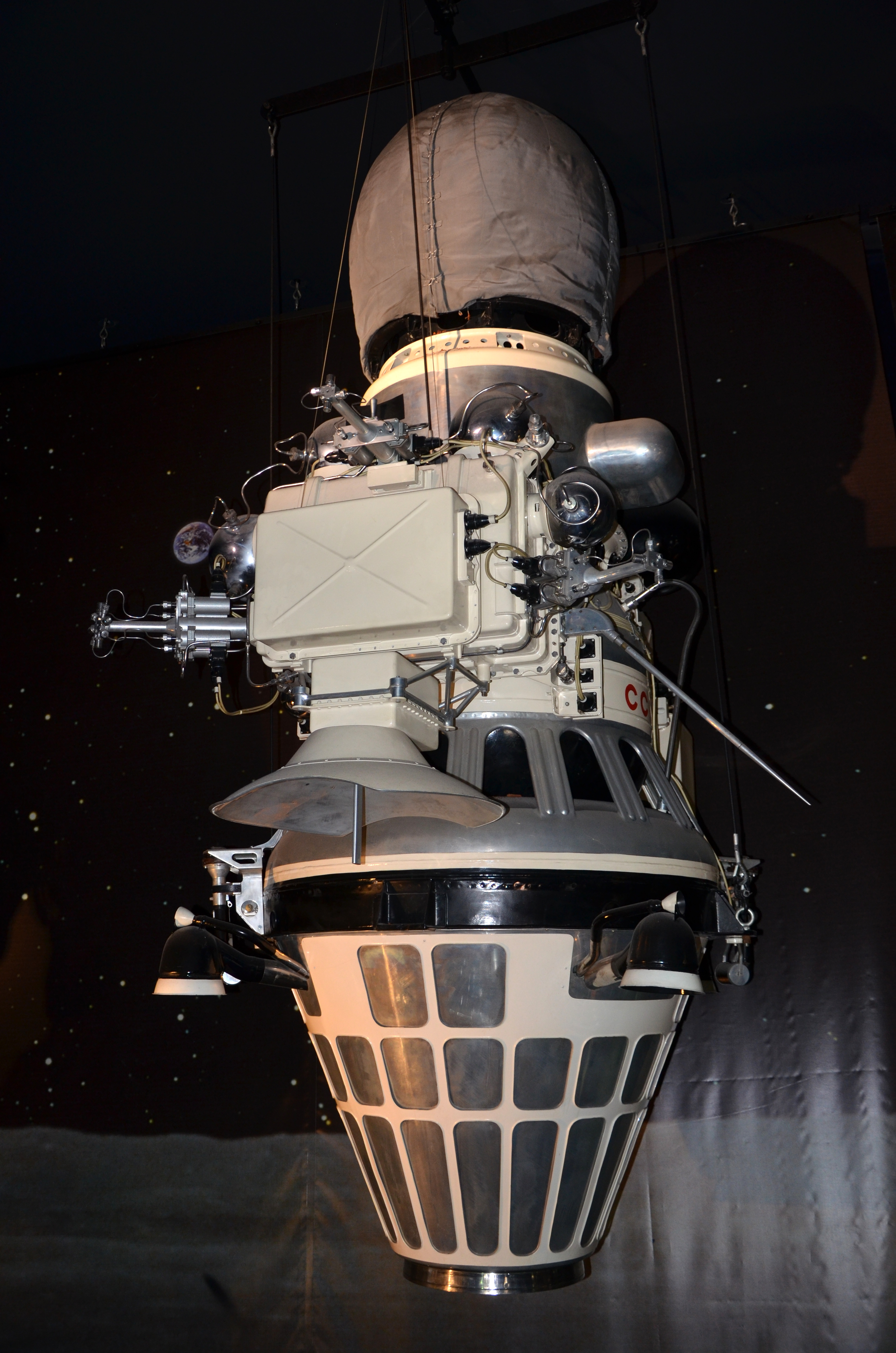
یک فضاپیمای برنامه لونا ساخت شوروی

لونا ۴ (به انگلیسی: Luna 4) یک فضاپیمای برنامه لونا ساخت شوروی است. این فضاپیما به جای این که در یک مسیر مستقیم به سوی کره ماه فرستاده شود، برای نخستین بار در مدار کره زمین قرار داده شد (ارتفاع ۱۸۲–۱۶۷ کیلومتر) و سپس توسط موشک به ماه فرستاده شد.